# نادي الرشيد الرياضي (العراق)
نادي الرشيد الرياضي هو نادٍ رياضي عراقي سابق اتخذ الكرخ مقرًا لهُ. تأسس النادي بتاريخ 23 نوفمبر 1983 قام عدي صدام حسين بتأسيس هذا النادي، ويعود أصل التسمية بحسب عدة مصادر إلى لقب «الرشيد» الذي يُطلق على العاصمة العراقية بغداد، نسبة إلى هارون الرشيد.
جمع أغلب الرياضيات الجماعية في النادي (كرة القدم – كرة السلة – كرة اليد – كرة الطائرة)، وقام النادي بجلب أغلب النجوم في العراق وفي جميع الألعاب، لم يكن للرشيد شعبية كبيرة في ذلك الوقت، لكنه بسط هيمنته على كرة القدم العراقية والعربية، بدعم سياسي بحت من عدي صدام حسين، نجل الرئيس العراقي السابق، الذي كان يدير الرياضة العراقية في منتصف الثمانينات من القرن السابق.
كان النظام العراقي السابق يسعى لاستخدام الرياضة وكرة القدم، لكسب المزيد من الشعبية، وقد تولّى إدارة النادي، حسين كامل المجيد صهر الرئيس صدام حسين ورئيس جهاز الأمن العراقي الخاص.

## الهيمنة على كرة القدم العراقية
نجح الرشيد المدعوم من النظام العراقي، في ضم غالبية نجوم الكرة العراقية في ذلك الوقت بالإضافة إلى أحمد راضي ضم عدنان درجال، سلام هاشم، مظفر جبار، كريم سلمان، سمير شاكر.. إلخ
وكان من الطبيعي ونظرًا لوجود هذا الكم من النجوم، أو ما يمكن وصفه بأن الرشيد كان هو المنتخب العراقي، أن يُحقق الفريق نجاحات كبيرة على المستوى الكروي خلال ثمانينات القرن الماضي.
توّج الرشيد بالدوري العراقي 3 مرات أعوام (1987، 1988، 1989)، وكأس العراق مرتين (1987، 1988).

## في موسم 1990-1991
قبل بدء الموسم قرر اتحاد الكرة إلغاء نادي الرشيد .. على أن يحل نادي الكرخ محله أينما وجد ! ومعلوم أن نادي الكرخ هو ناد معروف في الأوساط المحلية في ألعاب كرة السلة واليد وألعاب أخرى .. ولكن أن يصحوا ليجد لنفسه فريقا في الدرجة الأولى لكرة القدم فذلك ما لم يكن في الحسبان ! ونتيجة لفك قيد الرشيد فقد انتشرت نجومه المهاجرة على الفرق الأخرى .. فعاد أحمد راضي وليث حسين ومعهم أحمد جاسم إلى الحظيرة الزورائية فيما احتضن نادي الشرطة لاعبه السابق  سعد قيس وزميله يونس عبد علي ..كما فضّل حبيب جعفر عدم العودة إلى فريقه الأم والتحق بنجوم الطيران الذي كان يستعد للدفاع عن لقبه ! أما بقية لاعبي الرشيد فقد فضلوا البقاء مع الفريق الجديد (الكرخ) أمثال شرار حيدر وكريم محمد علاوي وعلي عبد الكاظم والحارس أحمد علي .

## الامتداد للكرة العربية
التفوق الرياضي العربي كان هدفًا للسلطات العراقية السابقة، والوسيلة كان نادي الرشيد وأحرز اللقب العربي في ثلاث مناسبات
المرة الأولى كانت في النسخة الثالثة 1985 التي استضافها، بفوزه في النهائي على فريق الحراش 2 – 1  بهدفي خليل علاوي وأحمد راضي، وقد شارك فيها إلى جانب اتحاد الحراش فريق النجمة اللبناني.
أما المرة الثانية فكانت عام 1986، في ضيافة نادي الترجي التونسي، وشارك فيها العربي الكويتي والهلال السعودي والجيش السوري إضافة إلى الرشيد حامل اللقب، الذي كرر إنجازه بإحراز اللقب للمرة الثانية على التوالي بالفوز في المباراة النهائية على الترجي.
النسخة الخامسة من البطولة، استضافها نادي الهلال في عام 1986، وبلغ حجم المشاركة فيها رقمًا قياسيًا في ذلك الوقت وصل إلى 9 فرق، وزعوا على مجموعتين.
ضمت المجموعة الأولى فرق اتحاد جدة السعودي والرشيد العراقي والنجم الساحلي التونسي وفلسطين الفلسطيني.
أما المجموعة الثانية فضمت الهلال المضيف والجيش العراقي والعربي القطري وشبيبة القبائل الجزائري والترسانة المصري.
وصعد الرشيد للمباراة النهائية بتفوقه على شبيبة القبائل (تحت مسمى تيزي وزو) برباعية نظيفة، ليضرب موعدًا مع الاتحاد المتأهل بدوره بالفوز على الترسانة المصري.
ونجح الفريق العراقي المدجج بالنجوم من تحقيق لقبه الثالث تواليًا بالفوز بنتيجة 2/1.

## الامتداد للكرة الآسيوية
شارك في ثلاث مناسبات آسيوية :-
في بطولة دوري أبطال آسيا لموسم 1987-1988 خرج النادي من المجموعات أمام الهلال السعودي وصيف البطولة بعد أن انسحب أمام نادي يوميري الياباني .
سجل نادي الرشيد الرياضي أيضاً اسمه ضمن قوائم بطولة دوري أبطال آسيا وذلك من خلال المشاركة في البطولة 1989 واستطاع الرشيد الوصول لنهائي البطولة ليقابل نادي السد القطري بتاريخ 31-3-1989 وكان لقاء الذهاب الذي أقيم في بغداد وبحضور 10 آلاف متفرج انتهى اللقاء بفوز الرشيد 3 – 2 سجل أهداف الرشيد أحمد راضي في الدقيقة 20 وعلي كاظم هدفين 24 -35 , وفي لقاء العودة انهزم نادي الرشيد من السد 0-1 ليتوج السد بلقب البطولة على حساب نادي الرشيد .
وفي بطولة 1989-1990 خرج من دوري المجموعات ولم يستطيع الوصول لنهائي البطولة بفارق نقطة عن متصدر المجموعة الفريق الصيني .

## الهيمنة على كرة اليد العراقية
استقطب نادي الرشيد جميع نجوم اللعبة بقيادة المدرب ظافر صاحب وهيمن على الدوري العراقي لكرة اليد في 6 مواسم متتالية 1985-1986 / 1986-1987 / 1987-1988 / 1988-1989 / 1989-1990 / 1990-1991 .

### الامتداد لكرة اليد العربية
- شارك نادي الرشيد في البطولة العربية للأندية البطلة لكرة اليد التي أُقيمت أحداثها في تونس 1988 وأحرز المركز الثاني خلف نادي مولودية وهران الجزائري، وشارك أيضاً في البطولة العربية للأندية البطلة لكرة اليد التي أُقيمت أحداثها في الرباط 1989 واحتل المركز الثالث .
- شارك نادي الرشيد في بطولة الربيع التي استضافتها الإمارات العربية المتحدة 1986 وأحرز المركز الأول فيها .
- شارك الرشيد في بطولة مجس التعاون العربي 1990 التي أُقيمت في الأردن وأحرز المركز الأول .

## الهيمنة على كرة السلة  العراقية
لم يختلف الحال بالنسبة للعبة كرة السلة فقد تم جلب نجوم اللعبة في البلد وأحرز لقب الدوري في ثلاث مواسم (1984-1985 / 1985-1986 / 1986-1987) .

### الامتداد لكرة السلة العربية
سجّل نادي الرشيد اسمه من ذهب في تاريخ كرة السلة العربية عندما أحرز لقب بطولة الأندية العربية لكرة السلة في مناسبتين (1987 – 1990) .

## شعار الفريق
تم اختيار شعار الفريق من تاريخ الحضارة العراقية وهو صورة لمحارب آشوري يرتدي معطف المحارب حامل بيدة القوس والنشاب، يوجد خلفه جناحان وإطار يمثل الشمس .

## ملاعب النادي

### ملعب كرة القدم
في عام 1984 استلم نادي الرشيد ملعب نادي الكرخ وتم تحويله إلى ملعب نادي الرشيد لكرة القدم في مقره في بغداد وقام بفتح متاجر تحيط بأسوار النادي وبعد أن تم حل النادي عاد اسم نادي الكرخ لملعب كرة القدم .

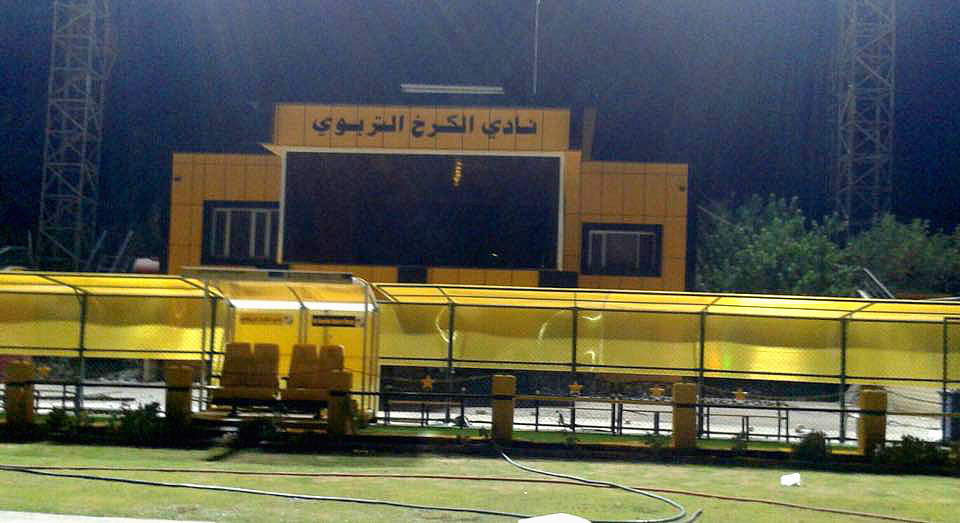
ملعب نادي الرشيد سابقاً وتم اعادة تسميته ملعب نادي الكرخ بعد إلغاء نادي الرشيد

### صالات باقي الألعاب
أغلب منافسات ومباريات بطولات الألعاب الجماعية الأخرى كانت تقام على صالة الصقور .

## النهاية والاندثار
لم تسر الأمور كما خطط النظام العراقي، فانتشر السخط بين جماهير الفرق العراقية الأخرى بسبب إجبار نجومهم على الانضمام للرشيد، ومن هنا تقرر إلغاء نادي الرشيد يوم السبت 18 أغسطس عام  1990 , وجاء نص الإلغاء على النحو التالي « تقرر إلغاء نادي الرشيد الرياضي و تحويل كل ممتلكات النادي ولاعبيه في جميع الألعاب الرياضية إلى نادي الكرخ الرياضي ويحل نادي الكرخ حيثما وجد بالدوري مكان نادي الرشيد، مع توجيه الدعوة للهيئتين العامتين لناديي الكرخ والرشيد لانتخاب هيئة إدارية جديدة».

## نادي الكرخ ونادي الرشيد[1]
بحسب قرار إلغاء نادي الرشيد أعلاه، فهو لم ينص على تغيير اسم النادي إلى نادي الكرخ ، لكنه حوّل فقط ممتلكات النادي ولاعبيه إلى نادي الكرخ ليس أكثر.
كما أن نادي الكرخ يعود تاريخ تأسيسه إلى عام 1963، وقد حقق نجاحات كبيرة في الرياضة خاصة في كرة اليد والسلة، أما نادي الرشيد فقد تأسس في عام 1983 كما ذكرنا برعاية عدي صدام حسين، لذلك من الخطأ الاعتقاد بأن نادي الرشيد الذي حقق 3 بطولات عربية، هو نادي الكرخ حاليًا.

## الإحصاءات

### في البطولات الدولية
| المسابقة                  | السجل | السجل | السجل | السجل | السجل  |
| المسابقة                  | م     | ف     | ت     | خ     | فوز %  |
| ------------------------- | ----- | ----- | ----- | ----- | ------ |
| دوري أبطال آسيا للنخبة    | 25    | 16    | 5     | 4     | 064٫00 |
| كأس العرب للأندية الأبطال | 17    | 15    | 1     | 1     | 088٫24 |
| كأس أبطال الكؤوس العربية  | 5     | 2     | 3     | 0     | 040٫00 |
| المجموع                   | 47    | 33    | 9     | 5     | 070٫21 |